# WTA Elite Trophy 2015 - Singolare
Il singolare del WTA Elite Trophy 2015 è stato un torneo di tennis facente parte del WTA Tour 2015.
La prima edizione del torneo è stata vinta da Venus Williams, che ha superato in finale Karolína Plíšková con il punteggio di 7–5, 7–6(6).

## Teste di serie
1. Venus Williams (campionessa)
2. Carla Suárez Navarro (round robin)
3. Karolína Plíšková (final)
4. Roberta Vinci (semifinale)
5. Caroline Wozniacki (round robin, ritirata)
6. Sara Errani (round robin)

1. Madison Keys (round robin)
2. Elina Svitolina (semifinale)
3. Jelena Janković (round robin)
4. Andrea Petković (round robin)
5. Svetlana Kuznetsova (round robin)
6. Zheng Saisai (round robin)

### Riserve
1. Anna Karolína Schmiedlová (Round robin ha sostituito Caroline Wozniacki)

1. Varvara Lepchenko (non ha partecipato)

## Tabellone

### Legenda
| - Q = Qualificato - WC = Wild card - LL = Lucky loser | - ALT = Alternate - SE = Special Exempt - PR = Protected Ranking | - w/o = Walkover - r = Ritirato - d = Squalificato |

### Fase Finale
|  | Semifinali | Semifinali        | Semifinali        | Semifinali | Semifinali |  |  | Finale | Finale            | Finale            | Finale | Finale |  |
|  |            |                   |                   |            |            |  |  |        |                   |                   |        |        |  |
|  | 1          | Venus Williams    | Venus Williams    | 6          | 6          |  |  |        |                   |                   |        |        |  |
|  | 4          | Roberta Vinci     | Roberta Vinci     | 2          | 2          |  |  | 1      | Venus Williams    | Venus Williams    | 7      | 7      |  |
|  | 3          | Karolína Plíšková | Karolína Plíšková | 6          | 6          |  |  | 3      | Karolína Plíšková | Karolína Plíšková | 5      | 6      |  |
|  | 8          | Elina Svitolina   | Elina Svitolina   | 3          | 1          |  |  |        |                   |                   |        |        |  |

### Gruppo A
|       |                | Williams         | Keys             | Zheng         | RR V–P | Set V-P     | Game V-P      | Classifica |
| 1     | Venus Williams |                  | 3–6, 7–6(5), 6–1 | 4–6, 6–1, 6–1 | 2–0    | 4–2 (66.7%) | 32–21 (60.4%) | 1          |
| 7     | Madison Keys   | 6–3, 6(5)–7, 1–6 |                  | 6–3, 6–2      | 1–1    | 3–2 (60%)   | 25–21 (54.3%) | 2          |
| 12/WC | Zheng Saisai   | 6–4, 1–6, 1–6    | 3–6, 2–6         |               | 0–2    | 1–4 (20%)   | 13–28 (31.7%) | 3          |

La classifica viene stilata in base ai seguenti criteri: 1) Numero di vittorie; 2) Numero di partite giocate; 3) Scontri diretti (in caso di due giocatori pari merito); 4) Percentuale di set vinti o di game vinti (in caso di tre giocatori pari merito); 5) Decisione della commissione

### Gruppo B
|    |                      | Suárez Navarro   | Svitolina        | Petković    | RR V–P | Set V-P   | Game V-P      | Classifica |
| 2  | Carla Suárez Navarro |                  | 7–6(4), 1–6, 3–6 | 6–0, 6–0    | 1–1    | 3–2 (60%) | 23–18 (56.1%) | 2          |
| 8  | Elina Svitolina      | 6(4)–7, 6–1, 6–3 |                  | 7–6(4), 6–3 | 2–0    | 4–1 (80%) | 31–20 (60.8%) | 1          |
| 10 | Andrea Petković      | 0–6, 0–6         | 6(4)–7, 3–6      |             | 0–2    | 0–4 (0%)  | 9–25 (26.5%)  | 3          |

La classifica viene stilata in base ai seguenti criteri: 1) Numero di vittorie; 2) Numero di partite giocate; 3) Scontri diretti (in caso di due giocatori pari merito); 4) Percentuale di set vinti o di game vinti (in caso di tre giocatori pari merito); 5) Decisione della commissione

### Gruppo C
|   |                   | Plíšková      | Errani   | Janković      | RR V–P | Set V-P     | Game V-P      | Classifica |
| 3 | Karolína Plíšková |               | 6–0, 6–3 | 6–4, 3–6, 6–2 | 2–0    | 4–1 (80.0%) | 27–15 (64.3%) | 1          |
| 6 | Sara Errani       | 0–6, 3–6      |          | 4–6, 5–7      | 0–2    | 0–4 (0%)    | 12–25 (32.4%) | 3          |
| 9 | Jelena Janković   | 4–6, 6–3, 2–6 | 6–4, 7–5 |               | 1–1    | 3–2 (60%)   | 25–24 (51.0%) | 2          |

La classifica viene stilata in base ai seguenti criteri: 1) Numero di vittorie; 2) Numero di partite giocate; 3) Scontri diretti (in caso di due giocatori pari merito); 4) Percentuale di set vinti o di game vinti (in caso di tre giocatori pari merito); 5) Decisione della commissione

### Gruppo D
|       |                                              | Vinci                     | Wozniacki Schmiedlová         | Kuznetsova                    | RR V–P  | Set V-P             | Game V-P                 | Classifica |
| 4     | Roberta Vinci                                |                           | 1–6, 0–6 (w/ Schmiedlová)     | 6–4, 6–4                      | 1–1     | 2–2 (50%)           | 13–20 (39.4%)            | 1          |
| 5 Alt | Caroline Wozniacki Anna Karolína Schmiedlová | (w/ Schmiedlová) 6–1, 6–0 |                               | 5–7, 2–2, rit. (w/ Wozniacki) | 0–1 1–0 | 0–2 (0%) 2–0 (100%) | 7–9 (43.8%) 12–1 (92.3%) | X 3        |
| 11    | Svetlana Kuznetsova                          | 4–6, 4–6                  | 7–5, 2–2, rit. (w/ Wozniacki) |                               | 1–1     | 2–2 (50%)           | 8–12 (40%)               | 2          |

La classifica viene stilata in base ai seguenti criteri: 1) Numero di vittorie; 2) Numero di partite giocate; 3) Scontri diretti (in caso di due giocatori pari merito); 4) Percentuale di set vinti o di game vinti (in caso di tre giocatori pari merito); 5) Decisione della commissione